# ألفرد دنيس
ألفرد دنيس (بالإنجليزية: Alfred Dennis)‏ هو سياسي أسترالي، ولد في 31 يوليو 1924. انتخب عضو الجمعية التشريعية نيو ساوث ويلز.